# نادي أوبليتش
نادي أوبليتش (بالصربية: Fudbalski klub Obilić )‏ هو نادي كرة قدم صربي تأسس في 1924 ، يقع مقره الرئيسي في بلغراد، ويلعب في الدوري الصربي لكرة القدم.